# Silversun Pickups

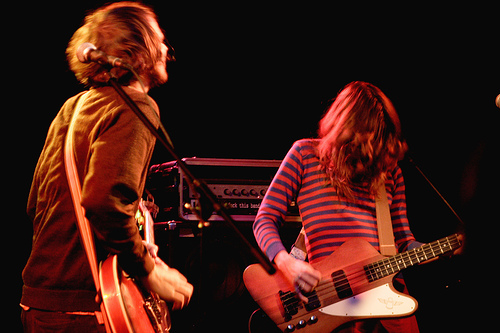
Silversun pickups

Silversun Pickups (также известная как SSPU) — американская альтернативная рок-группа из Лос-Анджелеса, штат Калифорния.
Свой дебютный альбом (EP Pikul) группа издала в июле 2005 года, а первый полноценный лонгплей — Carnavas — 26 июля 2006 года.

## Состав
- Brian Aubert (вокал/гитара)
- Nikki Monninger (бас-гитара/вокал)
- Christopher Guanlao (барабаны)
- Joe Lester (клавишные)

## Бывшие участники
- Jack Kennedy (ритм гитара)
- Elvira Gonzales (барабаны)

## История
Начинали Silversun Pickups играя в разнообразных клубах Лос-Анджелеса, чаще всего в Silverlake Lounge или в соседнем Spaceland.
Первоначально группа называлась A Couple of Couples в честь спиртного напитка.
26 сентября 2006 года группа презентовала свой полноценный альбом Carnavas.Два сингла с этого альбома, «Lazy Eye» и «Well Thought Out Twinkles», попали в Billboard Modern Rock Tracks чарт в 2007 году
В 2006 году играли на разогреве у рокеров Wolfmother в их турне по Австралии, а позже были на разогреве у OK Go и Snow Patrol в их весенних турах по Америке, которые закончились 10 апреля 2007 года. Также группа играла на Coachella Music Festival в Индио (штат Калифорния) 27 апреля 2007 года.
«Lazy Eye» играет в видеоигре Guitar Hero World Tour, Rock Band 2, и Rock Band для iPhone."Well Thought Out Twinkles" — это саундтрек к игре Tony Hawk's Proving Ground .
«Little Lover's So Polite», сингл только для радио, является знаменитым саундтреком к фильму «Тело Дженифер».
Второй альбом (Swoon) увидел свет 14 апреля 2009 года. Первый сингл с этого альбома был «Panic Switch», который довольно быстро получил горячую ротацию на VH1 и MTV и попал в саундтрек фильма «Sucker Punch».
Также в 2009 году песня группы «Sort Of» прозвучала в известном американском сериале: «Дневники вампира», в качестве саундтрека.
В начале декабря 2009 группа была номинирована на Грэмми в номинации «Лучший начинающий артист». Победа досталась группе Zac Brown Band.
Silversun Pickups открывали концерты Placebo в их зимнем европейском туре 2009 года. А весной 2010 отправились в тур вместе с Muse.

## Музыкальный стиль и влияние
Звучание группы часто сравнивают с легендарными The Smashing Pumpkins, хотя участники группы говорят, что на них оказали влияние такие группы как My Bloody Valentine, Velvet Underground, Elliott Smith,Sonic Youth,Sweet, Modest Mouse, и Secret Machines.

## Дискография

### Альбомы
- 2006: Carnavas (Dangerbird) № 80 US
- 2009: Swoon (Dangerbird) № 7 US
- 2012: Neck of the Woods (Dangerbird) № 6 US
- 2014: The Singles Collection (Dangerbird)
- 2015: Better Nature
- 2019: Widow’s Weeds
- 2022: Physical Thrills

### EPs
- 2005: Pikul (Dangerbird)
- 2007: Remixes (Dangerbird)
- 2007: Live Session (iTunes Exclusive)
- 2007: The Tripwire Session: Live in Chicago
- 2011: Seasick
- 2013: Let It Decay
- 2017: Better Nature (Revisited)

### Синглы
- 2006: «Kissing Families» (Dangerbird)
- 2007: «Future Foe Scenarios» (Dangerbird)
- 2007: «Lazy Eye» (Dangerbird) (№ 5 US Modern Rock) (№ 2 Bubbling Under Hot 100 Singles)
- 2007: «Well Thought Out Twinkles» (Dangerbird)
- 2008: «Little Lover's So Polite» (Dangerbird)
- 2009: «Panic Switch» (Dangerbird)
- 2009: «Substitution» (Dangerbird)
- 2010: «The Royal We» (Dangerbird)
- 2012: «Bloody Mary (Nerve Endings)»
- 2012: «The Pit»
- 2013: «Dots and Dashes (Enough Already)»
- 2014: «Cannibal» (Dangerbird)
- 2015: «Nightlight»
- 2016: «Circadian Rhythm (Last Dance)»
- 2016: «Latchkey Kids»
- 2019: «It Doesn’t Matter Why»
- 2019: «Freakazoid»
- 2019: «Don’t Know Yet»
- 2020: «Toy Soldiers»
- 2022: «Scared Together»
- 2022: «Alone on a Hill»
- 2022: «Just Like Christmas»
- 2022: «David Lynch Has A Painting Made Of Flies Eyes/Suzanne Ciani»

### Сборники
- 2014: «The Singles Collection»

### Видеоклипы
- 2003: «Kissing Families» (режиссёр Suzie Vlcek)
- 2006: «Lazy Eye» (режиссёр Suzie Vlcek)
- 2007: «Well Thought Out Twinkles» (режиссёр Philip Andelman)
- 2008: «Little Lover’s So Polite» (режиссёр Joaquin Phoenix)
- 2009: «Panic Switch» (режиссёр James Frost)
- 2009: «Substitution» (режиссёр The Malloys)
- 2010: «The Royal We» (режиссёр Мэтт Мэхурин)
- 2012: «Bloody Mary (Nerve Endings)» (режиссёр James Frost)
- 2013: «Dots and Dashes (Enough Already)» (режиссёр Suzie Vlcek)
- 2013: «Simmer» (режиссёр Aisha Tyler)
- 2014: «Cannibal» (режиссёр Suzie Vlcek)
- 2015: «Nightlight» (режиссёр Mark Pellington)
- 2016: «Circadian Rhythm (Last Dance)» (режиссёр Suzie Vlcek)
- 2016: «Latchkey Kids» (режиссёр Maryam L’Ange)
- 2019: «It Doesn’t Matter Why» (режиссёр Suzie Vlcek)
- 2019: «Don’t Know Yet» (режиссёр Alan Del Rio Ortiz)
- 2020: «Toy Soldiers» (режиссёр Claire Marie Vogel + Aaron Hymes)